# The Bed and Breakfast Star
The Bed and Breakfast Star é um romance infantil da autora britânica Jacqueline Wilson.

## Trama
The Bed and Breakfast Star é sobre uma garota chamada Elsa, que é a narradora da história. Ela tem uma disposição alegre e adora contar piadas, especialmente quando está tentando animar as pessoas ao seu redor. Quando criança, Elsa vivia feliz com sua mãe até que ela se apaixonou por "Mack, o Tapa", um escocês de quem Elsa não gosta porque ele é extremamente temperamental e, como o apelido sugere, frequentemente usa palmadas como punição. A mãe de Elsa se casou com Mack e juntos eles tiveram Pippa, a meia-irmã de Elsa, de quase cinco anos, e Hank, seu meio-irmão bebê.
Mack tem vários empregos que duram apenas um certo período de tempo, o que significa que a incerteza em torno do dinheiro é sempre evidente para as crianças. Depois de várias mudanças de casa, incluindo a da mãe de Mack na Escócia, a família é finalmente despejada e forçada a se mudar para um hotel com café da manhã ironicamente chamado de "The Royal Hotel", que costumava ser um lugar grandioso, mas se tornou sujo e mal conservado por uma equipe ambivalente. Elsa apelidou o hotel de "The Oyal Htl" devido à falta de letras na fachada do hotel. Elsa observa sua família ficar cada vez mais desanimada e oprimida, forçada a viver em um quarto e estigmatizada devido ao seu status, e tenta ajudar fazendo piadas, mas isso geralmente não é apreciado. Elsa se matricula na escola local, mas não gosta e às vezes mata aula com Funny-Face, um garoto do hotel de quem ela, a contragosto, faz amizade. Elsa também se aproxima de uma garota chamada Naomi, que mais tarde coloca o Royal Hotel em apuros por causa de uma entrevista na TV que foi organizada por Mack.
Uma noite, um grande incêndio acontece no hotel (que Elsa descobre) e Elsa salva os hóspedes acordando-os por causa de sua voz extremamente alta. Elsa se torna uma estrela e é entrevistada por muitos repórteres. Por causa dos danos causados pelo incêndio, Elsa e sua família se mudam temporariamente para "The Star Hotel", um lugar muito bem administrado. O livro termina com Elsa contando piadas aos leitores.

## Personagens

### Principal
- Elsa - Uma menina de dez anos que passou por muitas mudanças quando era mais nova. Ela sonha em ser comediante quando for mais velha, pois está sempre contando piadas, para grande irritação dos outros. Elsa é boa em cuidar de Pippa. Suas melhores amigas são Naomi e Funny-face. Ela recebeu o nome em homenagem à leoa Elsa e tem uma juba de leão com cabelos ruivos.
- Pippa - meia-irmã mais nova de Elsa, que tem quatro, quase cinco anos. No início do livro, ela copia Elsa e a segue por aí. Devido à sua idade, ela frequentemente não entende o sentido das piadas de Elsa, não consegue lembrar a letra (muito menos a melodia) de nenhuma música e só consegue dançar slam-dancer.
- Mack "the Smack" - padrasto de Elsa, que é escocês. Elsa o chama de Mack, o Tapa, porque ele fica bravo e bate nela com frequência. Depois de perder o emprego e não conseguir encontrar trabalho, ele e sua família são forçados a viver no Royal Hotel. Elsa se refere a ele como "O Grande Escocês Burk Twitty do Quarto 608" e faz piadas depreciativas sobre ele no banheiro. Ele é bem grande e forte, com pelos loiros espetados. Ele passa muito tempo na casa de apostas para ganhar dinheiro para a família, o que sugere que ele pode ter um vício latente em jogos de azar.
- Mãe - A mãe não identificada de Elsa que fica muito deprimida depois de se mudar para o Royal e se preocupa muito. Ela é uma morena magra com um rabo de cavalo.
- Naomi - Primeira amiga de Elsa no Royal, ela adora ler livros assustadores de vampiros sob o disfarce da sobrecapa de Adoráveis Mulheres. Ela estava morando no Royal há seis meses quando a família de Elsa chegou, com sua mãe e irmãos mais novos.
- "Funny-face" - Um garoto que faz parte do grupo de "Famous Five" de rapazes durões do hotel. Ele ri das piadas de Elsa e mora com a mãe no quarto andar. Seu nome verdadeiro nunca é mencionado.
- Hank "o Gigante" - meio-irmão mais novo de Elsa, que é muito grande para sua idade, daí seu apelido.

### Outro
- O Gerente - O gerente descuidado do The Royal Hotel. Ele não parece se importar com os convidados ou com seu bem-estar.
- A recepcionista "coelhinha" - Ela usa suéteres fofos e flerta com o gerente, além de compartilhar sua atitude em relação aos hóspedes.
- Sra. "Hoover" McPherson - A faxineira que não compartilha a atitude do gerente e da recepcionista em relação aos hóspedes e gosta de Elsa e Pippa porque elas a ajudam com as tarefas domésticas e são educadas e conversadoras.
- "Simples" Simon - Um garoto de cinco anos que anda junto com os Cinco Famosos.
- "The Famous Five" - A gangue com a qual Elsa se junta e mata aula depois que ela não consegue se adaptar à nova escola.
- Sra. Fisher - Professora de uma classe especial na escola primária local, que é má e não muito inspiradora.
- Nicky, Neil e Nathan - irmãos mais novos de Naomi.
- Mãe de Naomi - A mãe de Naomi, que é uma ótima cozinheira e muito gentil.
- A Telefonista - Uma mulher que não é muito prestativa (compartilhando assim a atitude do gerente e da recepcionista com os hóspedes, embora seja mais educada) e gosta de Jackie Collins e doces.

## Informações adicionais
O livro foi originalmente chamado de Elsa, Estrela do Abrigo, mas foi renomeado nas reimpressões para atrair um público maior.